# Osael Romero
William Osael Romero Castillo, plus couramment appelé Osael Romero, né le 18 avril 1986 à Usulután (Salvador), est un ancien footballeur international salvadorien. Son dernier club a été l'Alianza F.C.

## Biographie

### Club
Il commença sa carrière au C.D. Atlético Chaparratique avant de rejoindre le Club Deportivo Vista Hermosa en 2007. Il fut cédé au Club Deportivo Chivas USA en février 2010 mais revint au pays, au Club Deportivo Águila, en 2011. C'est avec ce dernier club qu'il remporta le premier titre de sa carrière en 2012. Depuis janvier 2013 il évoluait au Alianza F.C. avant d´être rattrapé par une sombre histoire de matches truqués avec la sélection nationale.

### International
Le 13 octobre 2007, il participe à sa première sélection en équipe du Salvador, lors du match Salvador - Costa Rica (2-2) et le 22 octobre 2008, il inscrit son premier but face à la Bolivie. Il a pris part avec la sélection aux tournois de Gold Cup en 2009, 2011 et 2013.
Le 20 septembre 2013 il fut radié à vie, avec treize de ses camarades, par la Fédération salvadorienne de football dans le cadre d'une sombre affaire de matches truqués, ce qui l'obligea à mettre fin à sa carrière.

## Palmarès

### Collectif
- Avec le C.D. Águila :
  - Champion du Salvador en 2012 (Clausura).

## Statistiques détaillées

### Buts en sélection
| Buts en sélection de Osael Romero | Buts en sélection de Osael Romero | Buts en sélection de Osael Romero                                      | Buts en sélection de Osael Romero | Buts en sélection de Osael Romero | Buts en sélection de Osael Romero | Buts en sélection de Osael Romero |
|                                   | Date                              | Lieu                                                                   | Adversaire                        | Score                             | Résultat                          | Compétition                       |
| --------------------------------- | --------------------------------- | ---------------------------------------------------------------------- | --------------------------------- | --------------------------------- | --------------------------------- | --------------------------------- |
| 1.                                | 22 octobre 2008                   | RFK Stadium, Washington DC (États-Unis)                                | Bolivie                           | 2-0                               | 2-0                               | Match amical                      |
| 2.                                | 6 février 2009                    | Memorial Coliseum, Los Angeles (États-Unis)                            | Pérou                             | 1-0                               | 1-0                               | Match amical                      |
| 3.                                | 11 février 2009                   | Estadio Cuscatlán, San Salvador (Salvador)                             | Trinité-et-Tobago                 | 1-2                               | 2-2                               | QCM 2010                          |
| 4.                                | 11 février 2009                   | Estadio Cuscatlán, San Salvador (Salvador)                             | Trinité-et-Tobago                 | 2-2                               | 2-2                               | QCM 2010                          |
| 5.                                | 27 mai 2009                       | Memorial Coliseum, Los Angeles (États-Unis)                            | Équateur                          | 1-1                               | 3-1                               | Match amical                      |
| 6.                                | 27 mai 2009                       | Memorial Coliseum, Los Angeles (États-Unis)                            | Équateur                          | 3-1                               | 3-1                               | Match amical                      |
| 7.                                | 3 juillet 2009                    | The Home Depot Center, Carson (États-Unis)                             | Costa Rica                        | 1-0                               | 2-1                               | Gold Cup 2009                     |
| 8.                                | 3 juillet 2009                    | The Home Depot Center, Carson (États-Unis)                             | Costa Rica                        | 2-1                               | 2-1                               | Gold Cup 2009                     |
| 9.                                | 16 janvier 2011                   | Estadio Rommel Fernández, Panamá City (Panamá)                         | Belize                            | 1-0                               | 5-2                               | Coupe UNCAF 2011                  |
| 10.                               | 12 juin 2011                      | Soldier Field, Chicago (États-Unis)                                    | Cuba                              | 2-0                               | 6-1                               | Gold Cup 2011                     |
| 11.                               | 7 octobre 2011                    | Estadio Olímpico Félix Sánchez, Santo Domingo (République dominicaine) | République dominicaine            | 1-0                               | 2-1                               | QCM 2014                          |
| 12.                               | 15 novembre 2011                  | Estadio Cuscatlán, San Salvador (Salvador)                             | Suriname                          | 1-0                               | 4-0                               | QCM 2014                          |
| 13.                               | 15 novembre 2011                  | Estadio Cuscatlán, San Salvador (Salvador)                             | Suriname                          | 2-0                               | 4-0                               | QCM 2014                          |
| 14.                               | 2 juin 2012                       | Estadio Nacional, San José (Costa Rica)                                | Costa Rica                        | 2-2                               | 2-2                               | QCM 2014                          |
| 15.                               | 7 septembre 2012                  | Estadio Cuscatlán, San Salvador (Salvador)                             | Guyana                            | 2-1                               | 2-2                               | QCM 2014                          |
| 16.                               | 11 septembre 2012                 | Providence Stadium, Georgetown (Guyana)                                | Guyana                            | 1-1                               | 3-2                               | QCM 2014                          |

NB : Les scores sont affichés sans tenir compte du sens conventionnel en cas de match à l'extérieur (Salvador-Adversaire)